# Is She Really Going Out with Him?
Is She Really Going Out with Him? is een nummer van de Britse muzikant Joe Jackson. Het nummer verscheen op zijn debuutalbum Look Sharp! uit 1979. In september 1978 werd het nummer uitgebracht als zijn debuutsingle.

## Achtergrond
Volgens Jackson ontstond "Is She Really Going Out with Him?" toen hij ergens de zin hoorde die uiteindelijk de titel werd. Vanaf dat punt bedacht hij de basis van het nummer over mooie vrouwen die uitgaan met "gorilla's". In een interview in 2012 zei Jackson hierover: "Dat is een van die nummers die begon met de titel. Ik hoorde ergens die zin en ik vond dat het een grappig liedje kon worden over prachtige meiden die uitgaan met monsters. Daar begon het allemaal. Het was een grappig nummer, of een grappig bedoeld nummer. Ik was verrast toen sommige mensen dachten dat het een boos lied was."
Het nummer werd voor het eerst uitgebracht in 1978, maar behaalde geen hitlijsten. Bij een heruitgave in de zomer van 1979 werden grotere successen behaald, waarbij het in het Verenigd Koninkrijk de dertiende plaats haalde en in de Verenigde Staten tot de 21e plaats kwam. Ook in een aantal andere landen, waaronder Ierland, Canada, Australië en Nieuw-Zeeland bereikte het de hitlijsten. De Britse en Amerikaanse singles hadden verschillende B-kanten; zo kregen de Britten het nummer "You Got the Fever" als tweede nummer, terwijl de Amerikanen "(Do the) Instant Mash" te horen kregen. In 1981 werd een nieuwe versie van het nummer uitgebracht als de B-kant van de single "Beat Crazy".
In mei 1988 verschenen drie liveversies van "Is She Really Going Out with Him?" op het livealbum Live 1980/86: een normale versie, een a-capella-versie en een akoestische versie. De a-capella-versie, opgenomen tijdens de tournee ter promotie van het album Night and Day uit 1982, werd uitgebracht op single en werd een grote hit in Nederland en Vlaanderen, waar het respectievelijk de derde en zeventiende plaats in de hitlijsten behaalde. Ook het livealbum Two Rainy Nights uit 2002 en de bonus-cd van het album Volume 4 uit 2004 bevatten liveversies van het nummer.
"Is She Really Going Out with Him?" werd gebruikt in de film There's Something About Mary uit 1998 en in een aflevering van The Simpsons. Daarnaast werd het gecoverd door Sugar Ray, wat de negentiende plaats behaalde in de Amerikaanse Adult-lijsten, en door Kid Courageous, die de 25e plaats behaalden in hun thuisland Australië.

## Hitnoteringen

### Nederlandse Top 40
| Hitnotering: 13-08-1988 t/m 08-10-1988 | Hitnotering: 13-08-1988 t/m 08-10-1988 | Hitnotering: 13-08-1988 t/m 08-10-1988 | Hitnotering: 13-08-1988 t/m 08-10-1988 | Hitnotering: 13-08-1988 t/m 08-10-1988 | Hitnotering: 13-08-1988 t/m 08-10-1988 | Hitnotering: 13-08-1988 t/m 08-10-1988 | Hitnotering: 13-08-1988 t/m 08-10-1988 | Hitnotering: 13-08-1988 t/m 08-10-1988 | Hitnotering: 13-08-1988 t/m 08-10-1988 | Hitnotering: 13-08-1988 t/m 08-10-1988 |
| Week                                   | 1                                      | 2                                      | 3                                      | 4                                      | 5                                      | 6                                      | 7                                      | 8                                      | 9                                      |                                        |
| -------------------------------------- | -------------------------------------- | -------------------------------------- | -------------------------------------- | -------------------------------------- | -------------------------------------- | -------------------------------------- | -------------------------------------- | -------------------------------------- | -------------------------------------- | -------------------------------------- |
| Nummer                                 | 21                                     | 12                                     | 4                                      | 3                                      | 6                                      | 8                                      | 13                                     | 21                                     | 36                                     | uit                                    |

### Nationale Hitparade Top 100
- Naast de hieronder beschreven noteringen voor de liveversie, behaalde de studioversie eenmalig de 46e plaats in deze lijst in de week van 19 mei 1979.

| Hitnotering: 06-08-1988 t/m 29-10-1988 | Hitnotering: 06-08-1988 t/m 29-10-1988 | Hitnotering: 06-08-1988 t/m 29-10-1988 | Hitnotering: 06-08-1988 t/m 29-10-1988 | Hitnotering: 06-08-1988 t/m 29-10-1988 | Hitnotering: 06-08-1988 t/m 29-10-1988 | Hitnotering: 06-08-1988 t/m 29-10-1988 | Hitnotering: 06-08-1988 t/m 29-10-1988 | Hitnotering: 06-08-1988 t/m 29-10-1988 | Hitnotering: 06-08-1988 t/m 29-10-1988 | Hitnotering: 06-08-1988 t/m 29-10-1988 | Hitnotering: 06-08-1988 t/m 29-10-1988 | Hitnotering: 06-08-1988 t/m 29-10-1988 | Hitnotering: 06-08-1988 t/m 29-10-1988 | Hitnotering: 06-08-1988 t/m 29-10-1988 |
| Week                                   | 1                                      | 2                                      | 3                                      | 4                                      | 5                                      | 6                                      | 7                                      | 8                                      | 9                                      | 10                                     | 11                                     | 12                                     | 13                                     |                                        |
| -------------------------------------- | -------------------------------------- | -------------------------------------- | -------------------------------------- | -------------------------------------- | -------------------------------------- | -------------------------------------- | -------------------------------------- | -------------------------------------- | -------------------------------------- | -------------------------------------- | -------------------------------------- | -------------------------------------- | -------------------------------------- | -------------------------------------- |
| Positie                                | 66                                     | 35                                     | 6                                      | 5                                      | 5                                      | 7                                      | 9                                      | 19                                     | 21                                     | 35                                     | 51                                     | 57                                     | 85                                     | uit                                    |

### NPO Radio 2 Top 2000
| Nummer met noteringen in de NPO Radio 2 Top 2000 | '99 | '00 | '01 | '02 | '03 | '04 | '05 | '06 | '07 | '08 | '09 | '10 | '11 | '12 | '13 | '14 | '15 | '16 | '17 | '18 | '19 | '20 | '21 | '22 | '23 | '24 |
| ------------------------------------------------ | --- | --- | --- | --- | --- | --- | --- | --- | --- | --- | --- | --- | --- | --- | --- | --- | --- | --- | --- | --- | --- | --- | --- | --- | --- | --- |
| Is She Really Going Out with Him?                | 492 | 351 | 407 | 391 | 191 | 285 | 398 | 324 | 514 | 345 | 391 | 366 | 487 | 474 | 468 | 439 | 505 | 553 | 588 | 518 | 605 | 596 | 596 | 703 | 721 | 874 |

1. ↑  Een vetgedrukt getal geeft de hoogste notering aan.